# Persone di nome Ralph
| Questa pagina contiene informazioni ricavate automaticamente dalle voci biografiche con l'ausilio del template Bio e di un bot. L'aggiornamento è periodico e automatico e ricostruisce completamente la pagina. Se manca una persona in questa lista, sei pregato di non aggiungerla, ma accertati piuttosto che la sua voce biografica contenga il template Bio e che i dati anagrafici siano correttamente compilati. Se il template Bio manca, inseriscilo tu stesso o, in alternativa, metti l'avviso {{tmp\|Bio}} che ne segnala la mancanza. Se i dati riportati sono sbagliati, correggi direttamente la voce biografica; le modifiche saranno visibili in questa lista entro pochi giorni. Per chiarimenti vedi il progetto antroponimi. La lista contiene solo le 241 persone che sono citate nell'enciclopedia e per le quali è stato implementato correttamente il template Bio. Pagina aggiornata al 16 ott 2024. |

Questa è una lista di persone presenti nell'enciclopedia che hanno il prenome Ralph, suddivise per attività principale.

## Abati(1)
- Ralph d'Escures, abate, vescovo e arcivescovo normanno (Canterbury, † 1122)

## Allenatori di calcio(2)
- Ralph Hasenhüttl, allenatore di calcio e ex calciatore austriaco (Graz, n. 1967)
- Ralph Kirby, allenatore di calcio inglese (Birmingham, n. 1884 - † 1946)

## Allenatori di pallacanestro(1)
- Ralph Miller, allenatore di pallacanestro statunitense (Chanute, n. 1919 - Bend, † 2001)

## Ammiragli(1)
- Ralph Leatham, ammiraglio britannico (Wakefield, n. 1886 - Lymington, † 1956)

## Antropologi(1)
- Ralph Linton, antropologo statunitense (Filadelfia, n. 1893 - New Haven, † 1953)

## Architetti(1)
- Ralph Erskine, architetto inglese (Londra, n. 1914 - Drottningholm, † 2005)

## Arcieri(1)
- Ralph Taylor, arciere statunitense (Plain Township, n. 1874 - Columbus, † 1958)

## Artisti(1)
- Ralph McQuarrie, artista e illustratore statunitense (Gary, n. 1929 - Berkeley, † 2012)

## Astronomi(2)
- Ralph Copeland, astronomo britannico (Moorside Farm, n. 1837 - Edimburgo, † 1905)
- Ralph Allan Sampson, astronomo irlandese (Contea di Cork, n. 1866 - Bath, † 1939)

## Attivisti(1)
- Ralph Abernathy, attivista statunitense (Linden, n. 1926 - Atlanta, † 1990)

## Attori(31)
- Ralph Brown, attore e drammaturgo britannico (Cambridge, n. 1957)
- Ralph Byrd, attore statunitense (Dayton, n. 1909 - Tarzana, † 1952)
- Ralph Carter, attore e cantante statunitense (New York, n. 1961)
- Ralph Delmore, attore statunitense (New York, n. 1853 - New York, † 1923)
- Ralph Fiennes, attore, regista e produttore cinematografico britannico (Ipswich, n. 1962)
- Ralph Foody, attore statunitense (Chicago, n. 1928 - Lexington, † 1999)
- Ralph Garman, attore statunitense (Filadelfia, n. 1964)
- Ralph Graves, attore, sceneggiatore e regista statunitense (Cleveland, n. 1900 - Santa Barbara, † 1977)
- Ralph Ineson, attore britannico (Leeds, n. 1969)
- Ralph James, attore statunitense (Los Angeles County, n. 1924 - Beverly Hills, † 1992)
- Ralph Kretschmar, attore tedesco (Berlino Est, n. 1980)
- Ralph Lewis, attore statunitense (Englewood, n. 1872 - Los Angeles, † 1937)
- Ralph Macchio, attore, regista e produttore televisivo statunitense (Huntington, n. 1961)
- Ralph Manza, attore statunitense (San Francisco, n. 1921 - Encinitas, † 2000)
- Peter Marshall, attore, cantante e conduttore televisivo statunitense (Clarksburg, n. 1926 - Los Angeles, † 2024)
- Ralph Meeker, attore statunitense (Minneapolis, n. 1920 - Woodland Hills, † 1988)
- Ralph Moody, attore statunitense (Saint Louis, n. 1886 - Burbank, † 1971)
- Ralph Morgan, attore statunitense (New York, n. 1883 - New York, † 1956)
- Ralph Palka, attore e doppiatore tedesco (Stoccarda, n. 1963)
- Ralph Bellamy, attore statunitense (Chicago, n. 1904 - Santa Monica, † 1991)
- Ralph Richardson, attore britannico (Cheltenham, n. 1902 - Londra, † 1983)
- Ralph Sanford, attore statunitense (Springfield, n. 1899 - Los Angeles, † 1963)
- Ralph Schicha, attore tedesco (Moers, n. 1950)
- Ralph Strait, attore statunitense (n. 1936 - New York, † 1992)
- Ralph Taeger, attore statunitense (New York, n. 1936 - Placerville, † 2015)
- Ralph Ting, attore cinese (n. 1992)
- Ralph Truman, attore britannico (Londra, n. 1900 - Ipswich, † 1977)
- Ralph Waite, attore statunitense (White Plains, n. 1928 - Palm Desert, † 2014)
- Ralph Wilcox, attore e regista statunitense (Milwaukee, n. 1950)
- Ralf Wolter, attore tedesco (Berlino, n. 1926 - Monaco di Baviera, † 2022)
- Donald Woods, attore canadese (Brandon, n. 1906 - Palm Springs, † 1998)

## Autori di giochi(1)
- Skip Williams, autore di giochi statunitense (Lake Geneva)

## Avvocati(3)
- Ralph Grey, barone Grey di Naunton, avvocato e politico neozelandese (Wellington, n. 1910 - † 1999)
- Ralph Nader, avvocato, saggista e attivista statunitense (Winsted, n. 1934)
- Ralph Yarborough, avvocato e politico statunitense (Chandler, n. 1903 - Austin, † 1996)

## Banchieri(2)
- Ralph Hamers, banchiere e manager olandese (Simpelveld, n. 1966)
- Thomas Stonor, VII barone Camoys, banchiere britannico (n. 1940 - † 2023)

## Bassisti(1)
- Ralph Rieckermann, bassista tedesco (Lübeck, n. 1962)

## Biologi(1)
- Ralph Steinman, biologo canadese (Montréal, n. 1943 - New York, † 2011)

## Bobbisti(2)
- Ralph Broome, bobbista britannico (Dalhousie, n. 1889 - Poole, † 1985)
- Ralph Pichler, bobbista svizzero (Thun, n. 1954)

## Calciatori(12)
- Ralph Bean, ex calciatore bermudiano (Hamilton)
- Ralph Brand, ex calciatore e allenatore di calcio scozzese (Edimburgo, n. 1936)
- Ralph Coates, calciatore inglese (Sunderland, n. 1946 - Luton, † 2010)
- Ralph Gunesch, ex calciatore tedesco (Sighișoara, n. 1983)
- Ralph Kottoy, calciatore centrafricano (Bangui, n. 1992)
- Ralph Milne, calciatore scozzese (Dundee, n. 1961 - Dundee, † 2015)
- Windsor Noncent, ex calciatore francese (Clichy, n. 1984)
- Ralph O'Donnell, calciatore inglese (Cudworth, n. 1931 - † 2011)
- Ralph Schon, calciatore lussemburghese (n. 1990)
- Ralph Spirk, calciatore austriaco (Leoben, n. 1986)
- Ralph Wetton, calciatore inglese (Winlaton, n. 1927 - † 2017)
- Ralph Wright, calciatore inglese (Newcastle upon Tyne, n. 1947 - † 2020)

## Canottieri(1)
- Ralph Schwarz, canottiere olandese (Nieuwkoop, n. 1967 - Stati Uniti d'America, † 1992)

## Cantanti(2)
- Ralph Johnson, cantante, compositore e musicista statunitense (Los Angeles, n. 1951)
- Ralph Tresvant, cantante statunitense (Boston, n. 1968)

## Cantautori(2)
- Ralph McTell, cantautore e chitarrista inglese (Farnborough, n. 1944)
- Avery Storm, cantautore statunitense (New York, n. 1981)

## Cartografi(1)
- Ralph Agas, cartografo e disegnatore inglese (Stoke-by-Nayland, n. 1540 - Stoke-by-Nayland, † 1621)

## Cestisti(27)
- Ralph Amsden, cestista statunitense (Chicago, n. 1917 - Pontiac, † 1988)
- Ralph Beard, cestista statunitense (Hardinsburg, n. 1927 - Louisville, † 2007)
- Ralph Bishop, cestista e allenatore di pallacanestro statunitense (Brooklyn, n. 1915 - Santa Clara, † 1974)
- Woody Campbell, cestista canadese (Tillsonburg, n. 1925 - Tillsonburg, † 2004)
- Ralph Churchfield, cestista e allenatore di pallacanestro statunitense (East McKeesport, n. 1918 - North Versailles, † 1995)
- Ralph Davis, cestista statunitense (Vanceburg, n. 1938 - † 2021)
- Ralph Drollinger, ex cestista statunitense (La Mesa, n. 1954)
- Ralph Hamilton, cestista statunitense (Fort Wayne, n. 1921 - Fort Wayne, † 1983)
- Ralph Jackson, ex cestista statunitense (Los Angeles, n. 1962)
- Ralph Kaplowitz, cestista statunitense (Bronx, n. 1919 - Queens, † 2009)
- Ralph Klein, cestista e allenatore di pallacanestro israeliano (Berlino, n. 1931 - Tel Hashomer, † 2008)
- Ralph Lattimore, ex cestista neozelandese (Christchurch, n. 1967)
- Ralph Lewis, ex cestista e allenatore di pallacanestro statunitense (Filadelfia, n. 1963)
- Ralph McPherson, ex cestista statunitense (Dallas, n. 1958)
- Ralph O'Brien, cestista statunitense (Henshaw, n. 1928 - Clearwater Beach, † 2018)
- Ralph Ogden, ex cestista e allenatore di pallacanestro statunitense (San Jose, n. 1948)
- Ralph Polson, cestista statunitense (Riverside, n. 1929 - † 2022)
- Ralph Sampson, ex cestista, allenatore di pallacanestro e dirigente sportivo statunitense (Harrisonburg, n. 1960)
- Ralph Sampson, ex cestista statunitense (Duluth, n. 1990)
- Ralph Siewert, cestista statunitense (Bloomfield Hills, n. 1923 - Mount Clemens, † 1990)
- Ralph Simpson, ex cestista statunitense (Detroit, n. 1949)
- Ralph Vaughn, cestista statunitense (Frankfort, n. 1918 - Alexandria, † 1998)
- Ralf Viksten, cestista estone (Tallinn, n. 1912 - Toronto, † 1997)
- Ralph Watts, cestista, allenatore di pallacanestro e dirigente sportivo canadese (n. 1927 - † 1987)
- Ralph Wells, cestista statunitense (Chicago, n. 1940 - Chicago, † 1968)
- Herb White, ex cestista statunitense (Valdosta, n. 1948)
- Ralph Willard, ex cestista, allenatore di pallacanestro e dirigente sportivo statunitense (Brooklyn, n. 1946)

## Chimici(2)
- Ralph Pearson, chimico statunitense (Chicago, n. 1919 - † 2022)
- Ralph Alexander Raphael, chimico inglese (n. 1921 - † 1998)

## Chitarristi(2)
- Ralph Santolla, chitarrista statunitense (Charlotte, n. 1966 - Tampa, † 2018)
- Ralph Towner, chitarrista, compositore e polistrumentista statunitense (Chehalis, n. 1940)

## Collezionisti d'arte(1)
- Ralph H. Booth, collezionista d'arte statunitense (Toronto, n. 1873 - Detroit, † 1931)

## Compositori(4)
- Ralph Benatzky, compositore austriaco (Moravské Budějovice, n. 1884 - Zurigo, † 1957)
- Ralph Rainger, compositore e pianista statunitense (New York, n. 1901 - Palm Springs, † 1942)
- Ralph Siegel, compositore, paroliere e produttore discografico tedesco (Monaco di Baviera, n. 1945)
- Ralph Vaughan Williams, compositore britannico (Down Ampney, n. 1872 - Londra, † 1958)

## Condottieri(1)
- Ralph Hopton, I barone Hopton, condottiero inglese (n. 1598 - † 1652)

## Conduttori televisivi(1)
- Ralph Edwards, conduttore televisivo e attore statunitense (Merino, n. 1913 - Los Angeles, † 2005)

## Cosmologi(1)
- Ralph Alpher, cosmologo statunitense (Washington, n. 1921 - Austin, † 2007)

## Criminali(2)
- Sonny Barger, criminale e scrittore statunitense (Modesto, n. 1938 - Livermore, † 2022)
- Ralph Roe, criminale statunitense (Excelsior Springs, n. 1906)

## Critici musicali(1)
- Ralph J. Gleason, critico musicale, musicologo e saggista statunitense (New York City, n. 1917 - Berkeley, † 1975)

## Crittografi(1)
- Ralph Merkle, crittografo statunitense (Berkeley, n. 1952)

## Diplomatici(1)
- Ralph Abercromby, II barone di Dunfermline, diplomatico inglese (n. 1803 - Midlothian, † 1868)

## Dirigenti sportivi(3)
- Ralph Krueger, dirigente sportivo, ex hockeista su ghiaccio e allenatore di hockey su ghiaccio canadese (Winnipeg, n. 1959)
- Ralph Morgan, dirigente sportivo statunitense (Filadelfia, n. 1884 - Wyncote, † 1965)
- Ralph Wilson Jr., dirigente sportivo statunitense (Columbus, n. 1918 - Grosse Pointe Shores, † 2014)

## Economisti(1)
- Ralph George Hawtrey, economista inglese (Slough, n. 1879 - Londra, † 1975)

## Esploratori(1)
- Ralph Lane, esploratore britannico (Lympstone, n. 1530 - † 1603)

## Filosofi(3)
- Ralph Cudworth, filosofo e teologo inglese (Aller, n. 1617 - Cambridge, † 1688)
- Ralph Waldo Emerson, filosofo, scrittore e saggista statunitense (Boston, n. 1803 - Concord, † 1882)
- Ralph Barton Perry, filosofo statunitense (Poultney, n. 1876 - Boston, † 1957)

## Fisici(1)
- Ralph Fowler, fisico e astronomo britannico (Fedsen, n. 1889 - Cambridge, † 1944)

## Fotografi(2)
- Ralph Gibson, fotografo statunitense (Los Angeles, n. 1939)
- Ralph Eugene Meatyard, fotografo statunitense (Normal, n. 1925 - Lexington, † 1972)

## Generali(2)
- Ralph Abercromby, generale inglese (Menstrie, n. 1734 - Alessandria d'Egitto, † 1801)
- Ralph C. Smith, generale statunitense (Omaha, n. 1893 - Palo Alto, † 1998)

## Ginnasti(1)
- Ralph Wilson, ginnasta statunitense (Bangor, n. 1880 - Newark, † 1930)

## Giocatori di baseball(1)
- Ralph Kiner, giocatore di baseball statunitense (Santa Rita, n. 1922 - Rancho Mirage, † 2014)

## Giocatori di curling(1)
- Ralph Stöckli, giocatore di curling svizzero (Uzwil, n. 1976)

## Giocatori di football americano(6)
- Dieter Brock, ex giocatore di football americano statunitense (Birmingham, n. 1951)
- Ralph Guglielmi, giocatore di football americano statunitense (Columbus, n. 1933 - † 2017)
- Ralph Neely, giocatore di football americano statunitense (Little Rock, n. 1943 - † 2022)
- Ralph Nelson, ex giocatore di football americano statunitense (Los Angeles, n. 1954)
- Ralph Sazio, giocatore di football americano, allenatore di football americano e dirigente sportivo italiano (Avellino, n. 1922 - Burlington, † 2008)
- Ralph Tamm, ex giocatore di football americano statunitense (Filadelfia, n. 1966)

## Golfisti(1)
- Ralph McKittrick, golfista e tennista statunitense (St. Louis, n. 1877 - St. Louis, † 1923)

## Hockeisti su ghiaccio(4)
- Charles Berglund, ex hockeista su ghiaccio svedese (Stoccolma, n. 1965)
- Ralph Bundi, ex hockeista su ghiaccio svizzero (Coira, n. 1978)
- Ralph Hansch, hockeista su ghiaccio canadese (Edmonton, n. 1924 - Edmonton, † 2008)
- Ralph Saint-Germain, hockeista su ghiaccio canadese (Ottawa, n. 1904 - Ottawa, † 1974)

## Illustratori(1)
- Ralph Steadman, illustratore, fumettista e animatore britannico (Wallasey, n. 1936)

## Imprenditori(2)
- Ralph Gilles, imprenditore e designer statunitense (New York, n. 1970)
- Ralph Ungermann, imprenditore e ingegnere statunitense (Los Altos Hills, n. 1942 - † 2015)

## Informatici(1)
- Ralph Johnson, informatico statunitense (n. 1955)

## Inventori(1)
- Ralph Baer, inventore e ingegnere tedesco (Rodalben, n. 1922 - Manchester, † 2014)

## Linguisti(1)
- Ralph Midgley, linguista britannico (n. 1929 - † 2024)

## Lunghisti(1)
- Ralph Boston, lunghista statunitense (Laurel, n. 1939 - Peachtree City, † 2023)

## Mafiosi(1)
- Ralph Lombardo, mafioso statunitense (New York, n. 1930 - † 2022)

## Matematici(2)
- Ralph Abraham, matematico statunitense (Burlington, n. 1936 - Santa Cruz, † 2024)
- Ralph Phillips, matematico statunitense (Oakland, n. 1913 - † 1998)

## Medici(1)
- Ralph Alfidi, medico statunitense (Luco dei Marsi, n. 1932 - Santa Fe, † 2012)

## Mezzofondisti(2)
- Ralph Doubell, ex mezzofondista australiano (Melbourne, n. 1945)
- Ralph Hill, mezzofondista statunitense (Klamath Falls, n. 1908 - Klamath Falls, † 1994)

## Militari(2)
- Ralph de Gael, II conte di Norfolk, militare e nobile britannico
- Ralph Wrenn, ufficiale inglese († 1692)

## Montatori(2)
- Ralph Dawson, montatore, regista e sceneggiatore statunitense (Westborough, n. 1897 - Hollywood, † 1962)
- Ralph E. Winters, montatore canadese (Toronto, n. 1909 - Los Angeles, † 2004)

## Musicisti(3)
- Ralph Carney, musicista e compositore statunitense (Akron, n. 1956 - Portland, † 2017)
- Ralph Marterie, musicista italiano (Acerra, n. 1914 - Chicago, † 1978)
- Ralph Stanley, musicista statunitense (McClure, n. 1927 - Matoaca, † 2016)

## Musicologi(1)
- Ralph Kirkpatrick, musicologo e clavicembalista statunitense (Leominster, n. 1911 - Guilford, † 1984)

## Nobili(4)
- Ralph Montagu, I duca di Montagu, nobile e diplomatico britannico (Inghilterra, n. 1638 - Inghilterra, † 1709)
- Rodolfo Morthermer, I Barone di Monthermer, nobile britannico (n. 1270 - † 1325)
- Ralph Neville, I conte di Westmorland, nobile britannico (Durham - † 1425)
- Ralph Stafford, I conte di Stafford, nobile e militare inglese (n. 1301 - † 1372)

## Nuotatori(3)
- Ralph Breyer, nuotatore statunitense (n. 1904 - Los Angeles, † 1991)
- Ralph Flanagan, nuotatore statunitense (n. 1918 - Los Alamitos, † 1988)
- Ralph Hutton, ex nuotatore canadese (Ocean Falls, n. 1948)

## Ostacolisti(1)
- Ralph Mann, ex ostacolista statunitense (Long Beach, n. 1949)

## Pallanuotisti(1)
- Ralph Budelman, pallanuotista statunitense (Chicago, n. 1918 - Palm City, † 2002)

## Pastori protestanti(1)
- Ralph Lyonel Brydges, pastore protestante inglese (Cheltenham, n. 1856 - Daytona Beach, † 1946)

## Percussionisti(1)
- Ralph MacDonald, percussionista, arrangiatore e produttore discografico statunitense (New York, n. 1944 - Stamford, † 2011)

## Pesisti(2)
- Ralph Hills, pesista statunitense (Washington, n. 1902 - Baltimora, † 1977)
- Ralph Rose, pesista, discobolo e martellista statunitense (Healdsburg, n. 1885 - San Francisco, † 1913)

## Pianisti(1)
- Ralph Burns, pianista, arrangiatore e compositore statunitense (Newton, n. 1922 - Los Angeles, † 2001)

## Piloti automobilistici(4)
- Ralph Boschung, ex pilota automobilistico svizzero (Monthey, n. 1997)
- Dale Earnhardt Jr., pilota automobilistico statunitense (Kannapolis, n. 1974)
- Dale Earnhardt, pilota automobilistico statunitense (Kannapolis, n. 1951 - Daytona Beach, † 2001)
- Ralph Firman, ex pilota automobilistico irlandese (Norwich, n. 1975)

## Piloti motociclistici(1)
- Ralph Bryans, pilota motociclistico britannico (Belfast, n. 1941 - † 2014)

## Pittori(3)
- Ralph Earl, pittore statunitense (n. 1751 - Bolton, † 1801)
- Ralph Fasanella, pittore statunitense (New York, n. 1914 - † 1997)
- Ralph Goings, pittore statunitense (Corning, n. 1928 - † 2016)

## Poeti(1)
- Ralph Chubb, poeta e tipografo britannico (Harpenden, n. 1892 - Stratfield Saye, † 1960)

## Politici(9)
- Ralph Abraham, politico statunitense (Monroe, n. 1954)
- Norman Angell, politico e saggista britannico (Holbeach, n. 1872 - Croydon, † 1967)
- Ralph Church, politico statunitense (Contea di Vermilion, n. 1883 - Washington, † 1950)
- Ralph Gonsalves, politico sanvincentino (Colonarie, n. 1946)
- Ralph Hall, politico e magistrato statunitense (Fate, n. 1923 - Rockwall, † 2019)
- Ralph Horner, politico e imprenditore canadese (North Clarendon, n. 1884 - Saskatoon, † 1964)
- Ralph Norman, politico statunitense (Rock Hill, n. 1953)
- Ralph Northam, politico e medico statunitense (Nassawadox, n. 1959)
- Ralph Sandwich, politico e magistrato inglese (n. 1235 - † 1308)

## Presbiteri(1)
- Ralph Sherwin, presbitero inglese (Rodsley - Tyburn, † 1581)

## Produttori cinematografici(1)
- Ralph Block, produttore cinematografico e sceneggiatore statunitense (Cherokee, n. 1889 - Wheaton, † 1974)

## Produttori discografici(1)
- Ralph Watkins, produttore discografico statunitense (New York)

## Psichiatri(1)
- Ralph Greenson, psichiatra e psicoanalista statunitense (New York, n. 1911 - Los Angeles, † 1979)

## Psicologi(1)
- Ralph Metzner, psicologo e scrittore statunitense (Berlino, n. 1936 - † 2019)

## Pugili(1)
- Ralph Dupas, pugile statunitense (New Orleans, n. 1935 - Denham Springs, † 2008)

## Registi(9)
- Ralph Bakshi, regista e animatore statunitense (Haifa, n. 1938)
- Ralph Ceder, regista e sceneggiatore statunitense (Marinette, n. 1898 - Hollywood, † 1951)
- Ralph Eggleston, regista e animatore statunitense (Baton Rouge, n. 1965 - Emeryville, † 2022)
- Ralph Habib, regista francese (Parigi, n. 1912 - Parigi, † 1969)
- Ralph Ince, regista e attore statunitense (Boston, n. 1887 - Londra, † 1937)
- Ralph Murphy, regista e sceneggiatore statunitense (Rockville, n. 1895 - Los Angeles, † 1967)
- Ralph Nelson, regista statunitense (Long Island City, n. 1916 - Santa Monica, † 1987)
- Ralph Staub, regista, sceneggiatore e produttore cinematografico statunitense (Chicago, n. 1899 - Los Angeles, † 1969)
- Ralph Thomas, regista cinematografico inglese (Kingston upon Hull, n. 1915 - Londra, † 2001)

## Rugbisti a 15(1)
- Ralph Keyes, ex rugbista a 15 e giornalista irlandese (Cork, n. 1961)

## Saltatori con gli sci(1)
- Ralph Gebstedt, ex saltatore con gli sci tedesco (Friedrichroda, n. 1971)

## Sceneggiatori(1)
- Ralph Wright, sceneggiatore statunitense (Grants Pass, n. 1908 - Los Osos, † 1983)

## Scenografi(1)
- Ralph Koltai, scenografo tedesco (Berlino, n. 1924 - Châtellerault, † 2018)

## Schermidori(2)
- Ralph Spinella, schermidore statunitense (Waterbury, n. 1923 - Waterbury, † 2021)
- Ralph Sproul-Bolton, schermidore britannico (Chelsea, n. 1916 - Carpentras, † 1997)

## Sciatori alpini(2)
- Ralph Olinger, sciatore alpino svizzero (Engelberg, n. 1924 - † 2006)
- Ralph Weber, ex sciatore alpino svizzero (San Gallo, n. 1993)

## Scienziati(1)
- Ralph Hartley, scienziato statunitense (Spruce, n. 1888 - New Jersey, † 1970)

## Scrittori(3)
- Ralph Waldo Ellison, scrittore, saggista e critico musicale statunitense (Oklahoma City, n. 1914 - New York, † 1994)
- Ralph Giordano, scrittore e pubblicista tedesco (Amburgo, n. 1923 - Colonia, † 2014)
- Hammond Innes, scrittore e giornalista inglese (Horsham, n. 1913 - Kersey, † 1998)

## Sociologi(1)
- Ralph Miliband, sociologo britannico (Bruxelles, n. 1924 - Westminster, † 1994)

## Statistici(1)
- Ralph Dennis Cook, statistico statunitense (n. 1944)

## Stilisti(1)
- Ralph Lauren, stilista e imprenditore statunitense (New York, n. 1939)

## Storici(1)
- Ralph Raico, storico statunitense (New York, n. 1936 - † 2016)

## Tiratori a segno(1)
- Ralph Berzsenyi, tiratore a segno ungherese (Fiume, n. 1909 - Budapest, † 1978)

## Velocisti(2)
- Ralph Craig, velocista statunitense (Detroit, n. 1889 - Lake George, † 1972)
- Ralph Metcalfe, velocista e politico statunitense (Atlanta, n. 1910 - Chicago, † 1978)

## Vescovi(1)
- Ralph Neville, vescovo e politico inglese (Londra, † 1244)

## Vescovi anglicani(1)
- Ralph Brownrigg, vescovo anglicano inglese (Ipswich, n. 1592 - † 1659)

## Vescovi cattolici(3)
- Ralph Leo Hayes, vescovo cattolico statunitense (Pittsburgh, n. 1884 - Davenport, † 1970)
- Ralph Walker Nickless, vescovo cattolico statunitense (Denver, n. 1947)
- Ralph de Warneville, vescovo cattolico e politico inglese († 1191)

## Violoncellisti(1)
- Ralph Kirshbaum, violoncellista statunitense (Denton, n. 1946)

## Zoologi(1)
- Ralph Vary Chamberlin, zoologo e aracnologo statunitense (Salt Lake City, n. 1879 - Salt Lake City, † 1967)

## Senza attività specificata(5)
- Ralph Guggenheim, grafico e produttore cinematografico statunitense (New Rochelle, n. 1951)
- Ralph Paynel,  inglese
- Ralph Percy,  britannico (Alnwick - † 1464)
- Ralph Reed,  statunitense (Portsmouth, n. 1961)
- Ralph Samuelson,  statunitense (n. 1902 - Pine Island, † 1977)